# Clasificación para el Torneo Provincial de Fútbol 2025 (Catamarca)
La clasificación para el Torneo Provincial de Fútbol 2025, fue organizado por la Federación Catamarqueña de Fútbol, para decidir los equipos que participarán del Torneo Provincial de Fútbol 2025 de Catamarca.
Un total de 102 equipos de 8 las 10 ligas afiliadas a la Federación participarán en la clasificación, en la mayoría de los casos lo harán el campeón y subcampeón de cada una de ellas.
Exceptuando las liga del valle central (Catamarqueña y Chacarera), así será la clasificación de las restantes 8 ligas (Andalgalá, Belén, Fiambalá, Pomán, Recreo, Santa María, Santa Rosa y Tinogasta).

## Equipos participantes
| Liga                                       | Equipo                                                           | Ciudad                | Departamento                   |
| ------------------------------------------ | ---------------------------------------------------------------- | --------------------- | ------------------------------ |
| Liga Andalgalense de Fútbol                | Club Social y Deportivo Malli                                    | Andalgalá             | Andalgalá                      |
| Liga Andalgalense de Fútbol                | Club Atlético Ferro Independiente                                | Andalgalá             | Andalgalá                      |
| Liga Andalgalense de Fútbol                | Club Deportivo Güemes                                            | Andalgalá             | Andalgalá                      |
| Liga Andalgalense de Fútbol                | Club Atlético Parque                                             | La Aguada             | Andalgalá                      |
| Liga Andalgalense de Fútbol                | Atlético Racing Club Andalgalá                                   | Andalgalá             | Andalgalá                      |
| Liga Andalgalense de Fútbol                | Club Atlético Rivadavia                                          | Huaco                 | Andalgalá                      |
| Liga Andalgalense de Fútbol                | Club Atlético San Lorenzo de Huachaschi                          | Andalgalá             | Andalgalá                      |
| Liga Andalgalense de Fútbol                | Club Sportivo Aconquija                                          | Chaquiago             | Andalgalá                      |
| Liga Andalgalense de Fútbol                | Club Tiro Federal y Gimnasia                                     | Andalgalá             | Andalgalá                      |
| Liga Andalgalense de Fútbol                | Club Unión Aconquija                                             | Aconquija             | Andalgalá                      |
| Liga Andalgalense de Fútbol                | Club Atlético Vélez Sarsfield                                    | Andalgalá             | Andalgalá                      |
| Liga Belenista de Fútbol                   | Club Defensores de Hualfín                                       | Hualfín               | Belén                          |
| Liga Belenista de Fútbol                   | Club Social y Deportivo El Arenal                                | Belén                 | Belén                          |
| Liga Belenista de Fútbol                   | Club Atlético Nueva Chicago                                      | Belén                 | Belén                          |
| Liga Belenista de Fútbol                   | Club Sportivo Olmos y Aguilera                                   | Belén                 | Belén                          |
| Liga Belenista de Fútbol                   | Club Atlético Peñarol                                            | Belén                 | Belén                          |
| Liga Belenista de Fútbol                   | Club Social, Cultural y Deportivo Racing 250                     | Belén                 | Belén                          |
| Liga Belenista de Fútbol                   | Club Deportivo Social y Cultural San Antonio                     | Belén                 | Belén                          |
| Liga Belenista de Fútbol                   | Club Atlético San Luis                                           | La Puntilla           | Belén                          |
| Liga Belenista de Fútbol                   | Club Atlético San Martín                                         | Belén                 | Belén                          |
| Liga Belenista de Fútbol                   | Club Atlético Tiro Federal Argentino                             | Londres               | Belén                          |
| Liga Belenista de Fútbol                   | Club Tiro Federal de Belén                                       | Belén                 | Belén                          |
| Liga Belenista de Fútbol                   | Club Unión La Costa                                              | Belén                 | Belén                          |
| Liga Fiambalense de Fútbol                 | Club Social y Deportivo Andino                                   | Fiambalá              | Tinogasta                      |
| Liga Fiambalense de Fútbol                 | Club Atlético Chacarita Juniors                                  | Saujil                | Tinogasta                      |
| Liga Fiambalense de Fútbol                 | Club Atlético Colón Juniors                                      | Fiambalá              | Tinogasta                      |
| Liga Fiambalense de Fútbol                 | Club Social y Deportivo Defensores de Fiambalá                   | Fiambalá              | Tinogasta                      |
| Liga Fiambalense de Fútbol                 | Club Deportivo El Zonda                                          | Fiambalá              | Tinogasta                      |
| Liga Fiambalense de Fútbol                 | Club Social y Deportivo La Soledad                               | Medanitos             | Tinogasta                      |
| Liga Fiambalense de Fútbol                 | Club Deportivo Peñarol                                           | Medanitos             | Tinogasta                      |
| Liga Fiambalense de Fútbol                 | Club Social, Deportivo y Cultural Racing                         | Fiambalá              | Tinogasta                      |
| Liga Fiambalense de Fútbol                 | Club Atlético River Plate                                        | Fiambalá              | Tinogasta                      |
| Liga Fiambalense de Fútbol                 | Club Atlético San Martín                                         | Fiambalá              | Tinogasta                      |
| Liga Fiambalense de Fútbol                 | Club Sportivo La Ramadita                                        | La Ramadita           | Tinogasta                      |
| Liga Fiambalense de Fútbol                 | Club Social y Deportivo Talleres                                 | Fiambalá              | Tinogasta                      |
| Liga Departamental de Fútbol de Pomán      | Club Deportivo San Miguel                                        | San Miguel            | Pomán                          |
| Liga Departamental de Fútbol de Pomán      | Club Fray Mamerto Esquiú                                         | Saujil                | Pomán                          |
| Liga Departamental de Fútbol de Pomán      | Club Deportivo General Lavalle                                   | Colpes                | Pomán                          |
| Liga Departamental de Fútbol de Pomán      | Club Deportivo y Cultural General Manuel Belgrano                | Rincón                | Pomán                          |
| Liga Departamental de Fútbol de Pomán      | Club Deportivo, Social y Cultural General Navarro                | Siján                 | Pomán                          |
| Liga Departamental de Fútbol de Pomán      | Club Atlético Jorge Newbery                                      | Villa de Pomán        | Pomán                          |
| Liga Departamental de Fútbol de Pomán      | Club Atlético Juan Bautista Alberdi                              | Mutquín               | Pomán                          |
| Liga Departamental de Fútbol de Pomán      | Club Social y Deportivo River Unido                              | El Pajonal            | Pomán                          |
| Liga Departamental de Fútbol de Pomán      | Club Social y Cultural San Lorenzo de Pomán                      | Villa de Pomán        | Pomán                          |
| Liga Departamental de Fútbol de Pomán      | Club Deportivo Santa Rosa                                        | Siján                 | Pomán                          |
| Liga Departamental de Fútbol de Pomán      | Club Sportivo Saujil                                             | Saujil                | Pomán                          |
| Liga Departamental de Fútbol de Pomán      | Club Sportivo Unión Obrera                                       | Mutquín               | Pomán                          |
| Liga Departamental de Fútbol de Recreo     | Club Atlético Esquiú                                             | Esquiú                | La Paz                         |
| Liga Departamental de Fútbol de Recreo     | Centro Vecinal y Deportivo Banda Norte                           | Recreo                | La Paz                         |
| Liga Departamental de Fútbol de Recreo     | Instituto Central Norte Argentino                                | Recreo                | La Paz                         |
| Liga Departamental de Fútbol de Recreo     | Club Atlético Defensores de San Antonio                          | San Antonio de La Paz | La Paz                         |
| Liga Departamental de Fútbol de Recreo     | Club Social y Deportivo Municipal                                | Ramblones             | La Paz                         |
| Liga Departamental de Fútbol de Recreo     | Club Deportivo Obrero                                            | Recreo                | La Paz                         |
| Liga Departamental de Fútbol de Recreo     | Asociación Esperanza Recreína Escuela de Fútbol Infantil         | Recreo                | La Paz                         |
| Liga Departamental de Fútbol de Recreo     | Club Sportivo Fray Mamerto Esquiú                                | San Antonio de La Paz | La Paz                         |
| Liga Departamental de Fútbol de Recreo     | Club Deportivo Los Amigos Recreínos                              | Recreo                | La Paz                         |
| Liga Departamental de Fútbol de Recreo     | Club Atlético Matadero                                           | Recreo                | La Paz                         |
| Liga Departamental de Fútbol de Recreo     | Club Obras Sanitarias                                            | Recreo                | La Paz                         |
| Liga Departamental de Fútbol de Recreo     | Club Atlético Olimpia                                            | Icaño                 | La Paz                         |
| Liga Departamental de Fútbol de Recreo     | Club Atlético Pedro Cano                                         | Recreo                | La Paz                         |
| Liga Departamental de Fútbol de Recreo     | Club Atlético San Martín                                         | Recreo                | La Paz                         |
| Liga Departamental de Fútbol de Recreo     | Club Unión Sportiva                                              | Recreo                | La Paz                         |
| Liga Santamariana de Fútbol                | Club Social y Deportivo Andino                                   | Fuerte Quemado        | Santa María                    |
| Liga Santamariana de Fútbol                | Club Atlético Palo Seco                                          | Palo Seco             | Santa María                    |
| Liga Santamariana de Fútbol                | Club Atlético San José                                           | San José              | Santa María                    |
| Liga Santamariana de Fútbol                | Club Social y Deportivo Boulevard Norte                          | Santa María           | Santa María                    |
| Liga Santamariana de Fútbol                | Club Deportivo Amaicha                                           | Amaicha del Valle     | Tafí del Valle (Tucumán)       |
| Liga Santamariana de Fútbol                | Club Deportivo Cultural                                          | El Puesto             | Santa María                    |
| Liga Santamariana de Fútbol                | Club Unión Deportiva El Recreo                                   | Santa María           | Santa María                    |
| Liga Santamariana de Fútbol                | Club Atlético Estrella del Sud                                   | Santa María           | Santa María                    |
| Liga Santamariana de Fútbol                | Club Atlético Huracán                                            | La Loma               | Santa María                    |
| Liga Santamariana de Fútbol                | Club Deportivo Las Mojarras                                      | Las Mojarras          | Santa María                    |
| Liga Santamariana de Fútbol                | Club Deportivo Mojarras Norte                                    | Las Mojarras          | Santa María                    |
| Liga Santamariana de Fútbol                | Club Atlético San Isidro                                         | Loro Huasi            | Santa María                    |
| Liga Santamariana de Fútbol                | Club Atlético San Martín                                         | Santa María           | Santa María                    |
| Liga Santamariana de Fútbol                | Club Atlético San Ramón                                          | Amaicha del Valle     | Tafí del Valle (Tucumán)       |
| Liga Santamariana de Fútbol                | Club Social y Deportivo Santa Rosa                               | Santa María           | Santa María                    |
| Liga Santamariana de Fútbol                | Club Atlético Santo Domingo                                      | Lampacito             | Santa María                    |
| Liga Santamariana de Fútbol                | Club Sportivo Chacarita                                          | Santa María           | Santa María                    |
| Liga Santamariana de Fútbol                | Club Deportivo Unión Calchaquí                                   | Santa María           | Santa María                    |
| Liga de Fútbol del Departamento Santa Rosa | Club Social y Deportivo Defensores de Quimilpa                   | Los Altos             | Santa Rosa                     |
| Liga de Fútbol del Departamento Santa Rosa | Club Deportivo Alijilán                                          | Alijilán              | Santa Rosa                     |
| Liga de Fútbol del Departamento Santa Rosa | Club Social y Deportivo General Lavalle                          | Lavalle               | Santa Rosa                     |
| Liga de Fútbol del Departamento Santa Rosa | Club Social y Deportivo Manantiales                              | Manantiales           | Santa Rosa                     |
| Liga de Fútbol del Departamento Santa Rosa | Club Deportivo Monte Redondo                                     | Monte Redondo         | Santa Rosa                     |
| Liga de Fútbol del Departamento Santa Rosa | Club Atlético Independiente                                      | El Alto               | El Alto                        |
| Liga de Fútbol del Departamento Santa Rosa | Club Deportivo Independiente                                     | Los Altos             | Santa Rosa                     |
| Liga de Fútbol del Departamento Santa Rosa | Club Social y Deportivo Bañado de Ovanta                         | Bañado de Ovanta      | Santa Rosa                     |
| Liga de Fútbol del Departamento Santa Rosa | Tapso Fútbol Club                                                | Tapso                 | El Alto                        |
| Liga de Fútbol del Departamento Santa Rosa | Club Atlético Unión San Pedro                                    | San Pedro de Guasayán | Guasayán (Santiago del Estero) |
| Liga Tinogasteña de Fútbol                 | Unión Vecinal Social, Cultural y Deportiva La Conty 14 de Agosto | Tinogasta             | Tinogasta                      |
| Liga Tinogasteña de Fútbol                 | Club Social y Deportivo Calchaquí                                | Salado                | Tinogasta                      |
| Liga Tinogasteña de Fútbol                 | Club Social y Deportivo La Paz                                   | Tinogasta             | Tinogasta                      |
| Liga Tinogasteña de Fútbol                 | Club Deportivo Esquiú                                            | Anillaco              | Tinogasta                      |
| Liga Tinogasteña de Fútbol                 | Club Social, Cultural y Deportivo Santa Rosa                     | Santa Rosa            | Tinogasta                      |
| Liga Tinogasteña de Fútbol                 | Club Deportivo, Social y Cultural Estudiantes                    | El Puesto             | Tinogasta                      |
| Liga Tinogasteña de Fútbol                 | Club Deportivo y Cultural Juventud Unida                         | Tinogasta             | Tinogasta                      |
| Liga Tinogasteña de Fútbol                 | Club Social y Deportivo Progreso                                 | Tinogasta             | Tinogasta                      |
| Liga Tinogasteña de Fútbol                 | Club Social y Deportivo Racing                                   | Tinogasta             | Tinogasta                      |
| Liga Tinogasteña de Fútbol                 | Club Social y Deportivo San Miguel                               | Villa San Roque       | Tinogasta                      |
| Liga Tinogasteña de Fútbol                 | Club Social y Deportivo San Vicente                              | Salado                | Tinogasta                      |
| Liga Tinogasteña de Fútbol                 | Club Social y Deportivo Sarmiento                                | San José              | Tinogasta                      |
| Liga Tinogasteña de Fútbol                 | Club Atlético y Deportivo Tinogasta Central                      | Tinogasta             | Tinogasta                      |

## Campeonato Clausura 2024 (Andalgalá)
Los 11 equipos participantes jugarán por el sistema de todos contra todos, a una sola rueda, en dónde los equipos ubicados del primer al cuarto puesto de la tabla de posiciones avanzará a Semifinales. Tanto el campeón como el subcampeón, es decir los finalistas serán quienes clasificarán al Torneo Provincial 2025.

### Tabla de posiciones
| Pos. | Equipo                         | Pts. | PJ | PG | PE | PP | GF | GC | Dif. |
| ---- | ------------------------------ | ---- | -- | -- | -- | -- | -- | -- | ---- |
| 1.º  | San Lorenzo de Huachaschi      | 20   | 10 | 6  | 2  | 2  | 13 | 7  | 6    |
| 2.º  | Unión Aconquija                | 19   | 10 | 6  | 1  | 3  | 13 | 10 | 3    |
| 3.º  | Vélez Sarsfield (Andalgalá)    | 18   | 10 | 6  | 0  | 4  | 24 | 18 | 6    |
| 4.º  | Rivadavia (Huaco)              | 18   | 10 | 5  | 3  | 2  | 11 | 6  | 5    |
| 5.º  | Racing Club                    | 15   | 10 | 5  | 0  | 5  | 13 | 13 | 0    |
| 6.º  | Deportivo Malli                | 14   | 10 | 4  | 2  | 4  | 18 | 16 | 2    |
| 7.º  | Sportivo Aconquija (Chaquiago) | 11   | 10 | 3  | 2  | 5  | 11 | 13 | −2   |
| 8.º  | Ferro Independiente            | 11   | 10 | 2  | 5  | 3  | 11 | 14 | −3   |
| 9.º  | Tiro Federal y Gimnasia        | 10   | 10 | 2  | 4  | 4  | 16 | 20 | −4   |
| 10.º | Güemes                         | 8    | 10 | 2  | 2  | 6  | 9  | 16 | −7   |
| 11.º | Parque (La Aguada)             | 7    | 10 | 2  | 1  | 7  | 11 | 19 | −8   |

|  | Los equipos que ocupen esta posición al finalizar la disputa clasificarán a Semifinales. |

### Fase final
Participarán los cuatro mejores clasificados, en dónde el ganador de la final se consagrará campeón y obtendrá el primer cupo al Torneo Provincial. Mientras que el perdedor se medirá ante el subcampeón del Anual 2024 para definir la restante plaza.
|  | Semifinales               | Semifinales               | Semifinales     |                           |  | Final | Final | Final |  |
|  |                           |                           |                 |                           |  |       |       |       |  |
|  |                           |                           |                 |                           |  |       |       |       |  |
|  | San Lorenzo de Huachaschi | San Lorenzo de Huachaschi | 1               |                           |  |       |       |       |  |
|  | San Lorenzo de Huachaschi | San Lorenzo de Huachaschi | 1               |                           |  |       |       |       |  |
|  | Rivadavia (Huaco)         | Rivadavia (Huaco)         | 0               |                           |  |       |       |       |  |
|  | Rivadavia (Huaco)         | Rivadavia (Huaco)         | 0               | San Lorenzo de Huachaschi |  |       |       |       |  |
|  |                           |                           |                 |                           |  |       |       |       |  |
|  |                           |                           | Vélez Sarsfield |                           |  |       |       |       |  |
|  | Unión Aconquija           | Unión Aconquija           | 1 (1)           |                           |  |       |       |       |  |
|  | Unión Aconquija           | Unión Aconquija           | 1 (1)           |                           |  |       |       |       |  |
|  | Vélez Sarsfield           | Vélez Sarsfield           | 1 (4)           |                           |  |       |       |       |  |
|  | Vélez Sarsfield           | Vélez Sarsfield           | 1 (4)           |                           |  |       |       |       |  |
|  |                           |                           |                 |                           |  |       |       |       |  |

## Torneo Clausura de Fútbol 2024 (Belén)
Los 12 equipos participantes jugarán por el sistema de todos contra todos, a una sola rueda, en dónde los equipos ubicados desde el primer hasta el octavo puesto de la tabla de posiciones clasificarán a los cuartos de final.
Tabla de posiciones
| Pos. | Equipo                           | Pts. | PJ | PG | PE | PP | GF | GC | Dif. |
| ---- | -------------------------------- | ---- | -- | -- | -- | -- | -- | -- | ---- |
| 1.º  | Racing 250                       | 24   | 11 | 7  | 3  | 1  | 24 | 10 | 14   |
| 2.º  | Nueva Chicago                    | 23   | 11 | 7  | 2  | 2  | 18 | 10 | 8    |
| 3.º  | Defensores de Hualfín            | 22   | 11 | 6  | 4  | 1  | 17 | 8  | 9    |
| 4.º  | Tiro Federal de Belén            | 22   | 11 | 6  | 4  | 1  | 14 | 8  | 6    |
| 5.º  | Olmos y Aguilera                 | 20   | 11 | 6  | 2  | 3  | 24 | 21 | 3    |
| 6.º  | Unión La Costa                   | 17   | 11 | 5  | 2  | 4  | 12 | 8  | 4    |
| 7.º  | San Antonio                      | 15   | 11 | 4  | 3  | 4  | 12 | 13 | −1   |
| 8.º  | San Luis (La Puntilla)           | 11   | 11 | 2  | 5  | 4  | 8  | 16 | −8   |
| 9.º  | Tiro Federal Argentino (Londres) | 9    | 11 | 2  | 3  | 6  | 10 | 19 | −9   |
| 10.º | San Martín (Belén)               | 8    | 11 | 2  | 2  | 7  | 10 | 19 | −9   |
| 11.º | El Arenal                        | 6    | 11 | 1  | 3  | 7  | 9  | 15 | −6   |
| 12.º | Peñarol                          | 4    | 11 | 1  | 1  | 9  | 6  | 20 | −14  |

|  | Clasificados a Cuartos de final. |

### Fase final
Lo disputarán los ocho equipos mejor ubicados, en dónde el campeón y subcampeón obtendrán la clasificación al Torneo Provincial 2025.
Cuadro de desarrollo
|  | Cuartos de final     | Cuartos de final      | Cuartos de final     |                  |       | Semifinales    | Semifinales    | Semifinales    |  |   | Final           | Final           | Final           |  |
|  | 20 y 22 de noviembre | 20 y 22 de noviembre  | 20 y 22 de noviembre |                  |       | 6 de diciembre | 6 de diciembre | 6 de diciembre |  |   | 14 de diciembre | 14 de diciembre | 14 de diciembre |  |
|  |                      |                       |                      |                  |       |                |                |                |  |   |                 |                 |                 |  |
|  |                      |                       |                      |                  |       |                |                |                |  |   |                 |                 |                 |  |
|  | 1                    | Racing 250            | 6                    |                  |       |                |                |                |  |   |                 |                 |                 |  |
|  | 1                    | Racing 250            | 6                    |                  |       |                |                |                |  |   |                 |                 |                 |  |
|  | 8                    | San Luis              | 1                    |                  |       |                |                |                |  |   |                 |                 |                 |  |
|  | 8                    | San Luis              | 1                    |                  | 1     | Racing 250     | 3              |                |  |   |                 |                 |                 |  |
|  |                      |                       |                      |                  | 1     | Racing 250     | 3              |                |  |   |                 |                 |                 |  |
|  |                      |                       | 4                    | Tiro Federal (B) | 0     |                |                |                |  |   |                 |                 |                 |  |
|  | 4                    | Tiro Federal (B)      | 4                    | Tiro Federal (B) | 0     | 2              |                |                |  |   |                 |                 |                 |  |
|  | 4                    | Tiro Federal (B)      |                      |                  |       |                |                |                |  |   |                 |                 |                 |  |
|  | 5                    | Olmos y Aguilera      | 1                    |                  |       |                |                |                |  |   |                 |                 |                 |  |
|  | 5                    | Olmos y Aguilera      | 1                    |                  |       |                |                |                |  | 1 | Racing 250      | 1 (4)           |                 |  |
|  |                      |                       |                      |                  |       |                |                |                |  | 1 | Racing 250      | 1 (4)           |                 |  |
|  |                      |                       | 6                    | Unión La Costa   | 1 (3) |                |                |                |  |   |                 |                 |                 |  |
|  | 2                    | Nueva Chicago (v.d.)  | 6                    | Unión La Costa   | 1 (3) | 1              |                |                |  |   |                 |                 |                 |  |
|  | 2                    | Nueva Chicago (v.d.)  |                      |                  |       |                |                |                |  |   |                 |                 |                 |  |
|  | 7                    | San Antonio           | 1                    |                  |       |                |                |                |  |   |                 |                 |                 |  |
|  | 7                    | San Antonio           | 1                    |                  | 2     | Nueva Chicago  | 2(4)           |                |  |   |                 |                 |                 |  |
|  |                      |                       |                      |                  | 2     | Nueva Chicago  | 2(4)           |                |  |   |                 |                 |                 |  |
|  |                      |                       | 6                    | Unión La Costa   | 2(5)  |                |                |                |  |   |                 |                 |                 |  |
|  | 3                    | Defensores de Hualfín | 6                    | Unión La Costa   | 2(5)  | 1              |                |                |  |   |                 |                 |                 |  |
|  | 3                    | Defensores de Hualfín |                      |                  |       |                |                |                |  |   |                 |                 |                 |  |
|  | 6                    | Unión La Costa        | 2                    |                  |       |                |                |                |  |   |                 |                 |                 |  |
|  | 6                    | Unión La Costa        | 2                    |                  |       |                |                |                |  |   |                 |                 |                 |  |
|  |                      |                       |                      |                  |       |                |                |                |  |   |                 |                 |                 |  |

Nota: En caso de igualar en los 90 minutos en Cuartos de final clasificará el equipo mejor posicionado en la tabla de posiciones. A partir de Semifinales se definirá mediante tiros desde el punto penal.
|  |

## Campeonato Oficial Masculino 2024 "Diego Carlos Carrizo" (Fiambalá)
Los 12 equipos participantes jugarán por el sistema de todos contra todos, a dos ruedas, en dónde los equipos ubicados en primer y segundo puesto de la tabla de posiciones clasificarán al Torneo Provincial 2025.
Tabla de posiciones
| Pos. | Equipo                 | Pts. | PJ | PG | PE | PP | GF | GC | Dif. |
| ---- | ---------------------- | ---- | -- | -- | -- | -- | -- | -- | ---- |
| 1.º  | Talleres (Fiambalá)    | 55   | 22 | 17 | 4  | 1  | 56 | 21 | 35   |
| 2.º  | Chacarita (Saujil)     | 51   | 22 | 16 | 3  | 3  | 50 | 16 | 34   |
| 3.º  | San Martín (Fiambalá)  | 42   | 22 | 13 | 3  | 6  | 47 | 30 | 17   |
| 4.º  | Peñarol (Medanitos)    | 38   | 22 | 11 | 5  | 6  | 40 | 29 | 11   |
| 5.º  | Colón Juniors          | 34   | 22 | 10 | 4  | 8  | 33 | 30 | 3    |
| 6.º  | Defensores de Fiambalá | 33   | 22 | 9  | 6  | 7  | 32 | 30 | 2    |
| 7.º  | River Plate            | 29   | 22 | 8  | 5  | 9  | 45 | 43 | 2    |
| 8.º  | La Soledad (Medanitos) | 26   | 22 | 8  | 2  | 12 | 33 | 45 | −12  |
| 9.º  | Andino (Fiambalá)      | 28   | 22 | 7  | 7  | 8  | 25 | 34 | −9   |
| 10.º | Racing (Fiambalá)      | 18   | 22 | 5  | 3  | 14 | 28 | 40 | −12  |
| 11.º | Sportivo La Ramadita   | 11   | 22 | 3  | 2  | 17 | 29 | 66 | −37  |
| 12.º | El Zonda               | 8    | 22 | 2  | 2  | 18 | 18 | 52 | −34  |

|  | Campeón. Clasificó al Torneo Provincial 2025. |
|  | Clasificados al Petit Torneo.                 |

### Petit Torneo de la Liga Fiambalense
Lo disputarán los equipos ubicados del 2.º al 5.º puesto, en dónde el equipo que logre ganar la final, obtendrá la clasificación al Torneo Provincial 2025.
|  | Semifinales           | Semifinales | Semifinales |  |  | Final | Final | Final |  |
|  |                       |             |             |  |  |       |       |       |  |
|  |                       |             |             |  |  |       |       |       |  |
|  | Chacarita (Saujil)    |             |             |  |  |       |       |       |  |
|  |                       |             |             |  |  |       |       |       |  |
|  | Colón Juniors         |             |             |  |  |       |       |       |  |
|  |                       |             |             |  |  |       |       |       |  |
|  |                       |             |             |  |  |       |       |       |  |
|  |                       |             |             |  |  |       |       |       |  |
|  | San Martín (Fiambalá) |             |             |  |  |       |       |       |  |
|  |                       |             |             |  |  |       |       |       |  |
|  | Peñarol (Medanitos)   |             |             |  |  |       |       |       |  |
|  |                       |             |             |  |  |       |       |       |  |
|  |                       |             |             |  |  |       |       |       |  |

## Torneo Clausura 2024 (Pomán)
Los 12 equipos participantes se dividirán en dos zonas de seis equipos cada una, por el sistema de todos contra todos, a una sola rueda, en dónde el primero y segundo de cada zona clasificarán a Semifinales. Tanto el campeón como el subcampeón clasificarán al Torneo Provincial 2025.

### Zona A
| Pos. | Equipo                           | Pts. | PJ | PG | PE | PP | GF | GC | Dif. |
| ---- | -------------------------------- | ---- | -- | -- | -- | -- | -- | -- | ---- |
| 1.º  | General Lavalle (Colpes)         | 10   | 6  | 3  | 1  | 2  | 13 | 5  | 8    |
| 2.º  | Fray Mamerto Esquiú (Saujil)     | 10   | 6  | 3  | 1  | 2  | 10 | 3  | 7    |
| 3.º  | Deportivo San Miguel             | 9    | 6  | 2  | 3  | 1  | 10 | 8  | 2    |
| 4.º  | Sportivo Saujil                  | 8    | 6  | 2  | 2  | 2  | 6  | 6  | 0    |
| 5.º  | General Manuel Belgrano (Rincón) | 8    | 6  | 2  | 2  | 2  | 8  | 11 | −3   |
| 6.º  | Santa Rosa (Siján)               | 1    | 6  | 0  | 1  | 5  | 1  | 13 | −12  |

|  | Clasificados a Semifinales. |

Resultados
| General Lavalle     | 0 - 0 | Sportivo Saujil      |
| Fray Mamerto Esquiú | 1 - 2 | General M. Belgrano  |
| Santa Rosa          | 0 - 3 | Deportivo San Miguel |

| Deportivo San Miguel | 2 - 1 | General M. Belgrano |
| Sportivo Saujil      | 1 - 0 | Fray Mamerto Esquiú |
| Santa Rosa           | 0 - 4 | General Lavalle     |

| General Lavalle     | 4 - 2 | Deportivo San Miguel |
| General M. Belgrano | 2 - 1 | Sportivo Saujil      |
| Fray Mamerto Esquiú | 1 - 0 | Santa Rosa           |

| Sportivo Saujil | 2 - 2 | Deportivo San Miguel |
| Santa Rosa      | 1 - 1 | General M. Belgrano  |
| General Lavalle | 0 - 1 | Fray Mamerto Esquiú  |

| Deportivo San Miguel | 0 - 0 | Fray Mamerto Esquiú |
| General M. Belgrano  | 1 - 5 | General Lavalle     |
| Sportivo Saujil      | 1 - 0 | Santa Rosa          |

| Fray Mamerto Esquiú | 7 - 0 | Unión Obrera    |
| General M. Belgrano | 1 - 1 | Jorge Newbery   |
| Santa Rosa          | 0 - 3 | General Navarro |

### Zona B
| Pos. | Equipo                          | Pts. | PJ | PG | PE | PP | GF | GC | Dif. |
| ---- | ------------------------------- | ---- | -- | -- | -- | -- | -- | -- | ---- |
| 1.º  | San Lorenzo de Pomán            | 15   | 6  | 5  | 0  | 1  | 15 | 4  | 11   |
| 2.º  | River Unido (El Pajonal)        | 13   | 6  | 4  | 1  | 1  | 8  | 3  | 5    |
| 3.º  | Juan Bautista Alberdi (Mutquín) | 9    | 6  | 2  | 3  | 1  | 6  | 6  | 0    |
| 4.º  | Jorge Newbery (Pomán)           | 8    | 6  | 2  | 2  | 2  | 9  | 8  | 1    |
| 5.º  | General Navarro (Siján)         | 4    | 6  | 1  | 1  | 4  | 6  | 15 | −9   |
| 6.º  | Unión Obrera (Mutquín)          | 1    | 6  | 0  | 1  | 5  | 3  | 19 | −16  |

|  | Clasificados a Semifinales. |

Resultados
| San Lorenzo de Pomán | 3 - 0 | Unión Obrera    |
| River Unido          | 2 - 1 | Jorge Newbery   |
| Juan B. Alberdi      | 1 - 1 | General Navarro |

| General Navarro | 4 - 2 | Unión Obrera         |
| Jorge Newbery   | 1 - 3 | San Lorenzo de Pomán |
| Juan B. Alberdi | 0 - 0 | River Unido          |

| San Lorenzo de Pomán | 0 - 2 | Juan B. Alberdi |
| Unión Obrera         | 0 - 0 | Jorge Newbery   |
| River Unido          | 1 - 0 | General Navarro |

| Juan B. Alberdi | 1 - 0 | Unión Obrera         |
| Jorge Newbery   | 2 - 1 | General Navarro      |
| River Unido     | 0 - 1 | San Lorenzo de Pomán |

| Jorge Newbery   | 4 - 1 | Juan B. Alberdi      |
| General Navarro | 0 - 6 | San Lorenzo de Pomán |
| Unión Obrera    | 1 - 4 | River Unido          |

| River Unido          | 1 - 0 | General Lavalle      |
| Juan B. Alberdi      | 1 - 1 | Deportivo San Miguel |
| San Lorenzo de Pomán | 2 - 1 | Sportivo Saujil      |

### Fase final
|  | Semifinales                  | Semifinales                  | Semifinales                  | Semifinales | Semifinales |   |                          | Final                    | Final | Final | Final | Final |
|  |                              |                              |                              |             |             |   |                          |                          |       |       |       |       |
|  | General Lavalle (Colpes)     | General Lavalle (Colpes)     | 2                            | 0           | 2           |   |                          |                          |       |       |       |       |
|  | River Unido (El Pajonal)     | River Unido (El Pajonal)     | 1                            | 0           | 1           |   |                          |                          |       |       |       |       |
|  |                              |                              |                              |             |             |   | General Lavalle (Colpes) | General Lavalle (Colpes) | 2     | 1     | 3     |       |
|  |                              | Fray Mamerto Esquiú (Saujil) | Fray Mamerto Esquiú (Saujil) | 0           | 0           | 0 |                          |                          |       |       |       |       |
|  | San Lorenzo de Pomán         | San Lorenzo de Pomán         | 1                            | 0           | 1           |   |                          |                          |       |       |       |       |
|  | Fray Mamerto Esquiú (Saujil) | Fray Mamerto Esquiú (Saujil) | 2                            | 0           | 2           |   |                          |                          |       |       |       |       |

## Torneo Clausura 2024 (Recreo)
Los 15 equipos participantes se dividirán en dos zonas: una de ocho equipos y otra de siete equipos, por el sistema de todos contra todos, a dos ruedas, en donde los cuatro mejor ubicados de cada zona clasificarán a cuartos de final. Tanto el campeón como el subcampeón clasificarán al Torneo Provincial 2025.

### Zona A
| Pos. | Equipo                    | Pts. | PJ | PG | PE | PP | GF | GC | Dif. |
| ---- | ------------------------- | ---- | -- | -- | -- | -- | -- | -- | ---- |
| 1.º  | Deportivo Obrero          | 31   | 14 | 9  | 4  | 1  | 30 | 18 | 12   |
| 2.º  | Esperanza Recreína        | 31   | 14 | 10 | 1  | 3  | 26 | 12 | 14   |
| 3.º  | Los Amigos Recreínos      | 25   | 14 | 7  | 4  | 3  | 17 | 9  | 8    |
| 4.º  | San Martín (Recreo)       | 19   | 14 | 5  | 4  | 5  | 15 | 11 | 4    |
| 5.º  | Banda Norte               | 16   | 14 | 4  | 4  | 6  | 15 | 18 | −3   |
| 6.º  | Defensores de San Antonio | 13   | 14 | 4  | 1  | 9  | 16 | 29 | −13  |
| 7.º  | Obras Sanitarias          | 11   | 14 | 2  | 5  | 7  | 18 | 27 | −9   |
| 8.º  | Atlético Esquiú           | 9    | 14 | 2  | 3  | 9  | 14 | 27 | −13  |

|  | Clasificados a Semifinales. |

### Zona B
| Pos. | Equipo                            | Pts. | PJ | PG | PE | PP | GF | GC | Dif. |
| ---- | --------------------------------- | ---- | -- | -- | -- | -- | -- | -- | ---- |
| 1.º  | Pedro Cano                        | 24   | 12 | 7  | 3  | 2  | 26 | 18 | 8    |
| 2.º  | Unión Sportiva                    | 22   | 12 | 6  | 4  | 2  | 25 | 12 | 13   |
| 3.º  | Central Norte Argentino           | 22   | 12 | 7  | 1  | 4  | 30 | 22 | 8    |
| 4.º  | Deportivo Municipal               | 21   | 12 | 6  | 3  | 3  | 25 | 17 | 8    |
| 5.º  | Matadero                          | 14   | 12 | 3  | 5  | 4  | 19 | 21 | −2   |
| 6.º  | Olimpia (Icaño)                   | 9    | 12 | 2  | 3  | 7  | 20 | 24 | −4   |
| 7.º  | Fray Mamerto Esquiú (San Antonio) | 3    | 12 | 0  | 3  | 9  | 11 | 42 | −31  |

|  | Clasificados a Semifinales. |

### Fase final
Lo disputarán los cuatro equipos mejores ubicados de cada zona, en dónde el campeón y subcampeón obtendrán la clasificación al Torneo Provincial 2025.
Cuadro de desarrollo
|  | Cuartos de final | Cuartos de final        | Cuartos de final |                         |      | Semifinales | Semifinales | Semifinales |  |    | Final              | Final | Final |  |
|  |                  |                         |                  |                         |      |             |             |             |  |    |                    |       |       |  |
|  |                  |                         |                  |                         |      |             |             |             |  |    |                    |       |       |  |
|  | 1A               | Deportivo Obrero        | 1(4)             |                         |      |             |             |             |  |    |                    |       |       |  |
|  | 1A               | Deportivo Obrero        | 1(4)             |                         |      |             |             |             |  |    |                    |       |       |  |
|  | 4A               | San Martín              | 1(5)             |                         |      |             |             |             |  |    |                    |       |       |  |
|  | 4A               | San Martín              | 1(5)             |                         | 4A   | San Martín  | 0(3)        |             |  |    |                    |       |       |  |
|  |                  |                         |                  |                         | 4A   | San Martín  | 0(3)        |             |  |    |                    |       |       |  |
|  |                  |                         | 2A               | Esperanza Recreína      | 0(4) |             |             |             |  |    |                    |       |       |  |
|  | 2A               | Esperanza Recreína      | 2A               | Esperanza Recreína      | 0(4) | 0(3)        |             |             |  |    |                    |       |       |  |
|  | 2A               | Esperanza Recreína      |                  |                         |      |             |             |             |  |    |                    |       |       |  |
|  | 3A               | Los Amigos Recreínos    | 0(0)             |                         |      |             |             |             |  |    |                    |       |       |  |
|  | 3A               | Los Amigos Recreínos    | 0(0)             |                         |      |             |             |             |  | 2A | Esperanza Recreína | 0     |       |  |
|  |                  |                         |                  |                         |      |             |             |             |  | 2A | Esperanza Recreína | 0     |       |  |
|  |                  |                         | 1B               | Pedro Cano              | 3    |             |             |             |  |    |                    |       |       |  |
|  | 1B               | Pedro Cano              | 1B               | Pedro Cano              | 3    | 4           |             |             |  |    |                    |       |       |  |
|  | 1B               | Pedro Cano              |                  |                         |      |             |             |             |  |    |                    |       |       |  |
|  | 4B               | Deportivo Municipal     | 1                |                         |      |             |             |             |  |    |                    |       |       |  |
|  | 4B               | Deportivo Municipal     | 1                |                         | 1B   | Pedro Cano  | 3           |             |  |    |                    |       |       |  |
|  |                  |                         |                  |                         | 1B   | Pedro Cano  | 3           |             |  |    |                    |       |       |  |
|  |                  |                         | 3B               | Central Norte Argentino | 1    |             |             |             |  |    |                    |       |       |  |
|  | 2B               | Unión Sportiva          | 3B               | Central Norte Argentino | 1    | 1           |             |             |  |    |                    |       |       |  |
|  | 2B               | Unión Sportiva          |                  |                         |      |             |             |             |  |    |                    |       |       |  |
|  | 3B               | Central Norte Argentino | 2                |                         |      |             |             |             |  |    |                    |       |       |  |
|  | 3B               | Central Norte Argentino | 2                |                         |      |             |             |             |  |    |                    |       |       |  |
|  |                  |                         |                  |                         |      |             |             |             |  |    |                    |       |       |  |

Nota: En caso de igualar en los 90' de juego, se definirá mediante tiros desde el punto penal.
|  |

## Torneo Apertura 2024 de Primera A (Liga Santamariana)
Los diez equipos pertenecientes a la Primera División de la liga, se dividieron en dos zonas de cinco equipos, por el sistema de todos contra todos, a dos ruedas. Los equipos ubicados en el primer y segundo puesto de cada zona clasificarán al Petit Torneo.. El equipo que se consagre campeón se quedará con la primera plaza al Torneo Provincial.

### Zona A
| Pos. | Equipo                    | Pts. | PJ | PG | PE | PP | GF | GC | Dif. |
| ---- | ------------------------- | ---- | -- | -- | -- | -- | -- | -- | ---- |
| 1.º  | Santo Domingo (Lampacito) | 18   | 10 | 5  | 3  | 2  | 0  | 0  | 0    |
| 2.º  | Atlético San José         | 16   | 10 | 4  | 4  | 2  | 0  | 0  | 0    |
| 3.º  | Sportivo Chacarita        | 15   | 10 | 4  | 3  | 3  | 0  | 0  | 0    |
| 4.º  | Deportivo Amaicha         | 13   | 10 | 4  | 1  | 5  | 0  | 0  | 0    |
| 5.º  | Boulevard Norte           | 10   | 10 | 3  | 1  | 6  | 0  | 0  | 0    |

|  | Clasificaron al Petit Torneo. |
|  | Descendió a la Primera B.     |

### Zona B
| Pos. | Equipo                         | Pts. | PJ | PG | PE | PP | GF | GC | Dif. |
| ---- | ------------------------------ | ---- | -- | -- | -- | -- | -- | -- | ---- |
| 1.º  | Deportivo Cultural (El Puesto) | 22   | 10 | 7  | 1  | 2  | 0  | 0  | 0    |
| 2.º  | Unión Calchaquí                | 17   | 10 | 5  | 2  | 3  | 0  | 0  | 0    |
| 3.º  | San Isidro (Loro Huasi)        | 14   | 10 | 4  | 2  | 4  | 0  | 0  | 0    |
| 4.º  | Estrella del Sud               | 13   | 10 | 4  | 1  | 5  | 0  | 0  | 0    |
| 5.º  | El Recreo                      | 1    | 10 | 0  | 1  | 9  | 0  | 0  | 0    |

|  | Clasificaron al Petit Torneo. |
|  | Descendió a la Primera B.     |

### Petit Torneo
| Pos. | Equipo                         | Pts. | PJ | PG | PE | PP | GF | GC | Dif. |
| ---- | ------------------------------ | ---- | -- | -- | -- | -- | -- | -- | ---- |
| 1.º  | Unión Calchaquí                | 9    | 3  | 3  | 0  | 0  | 5  | 2  | 3    |
| 2.º  | Deportivo Cultural (El Puesto) | 4    | 3  | 1  | 1  | 1  | 4  | 4  | 0    |
| 3.º  | Atlético San José              | 3    | 3  | 1  | 0  | 2  | 1  | 2  | −1   |
| 4.º  | Santo Domingo (Lampacito)      | 1    | 3  | 0  | 1  | 2  | 1  | 3  | −2   |

|  | Campeón. Clasificó al Torneo Provincial 2025. |

## Torneo Clausura 2024 de Primera A (Liga Santamariana)
Lo disputarán los diez equipos pertenecientes a la Primera División de la liga, por el sistema de todos contra todos, a una sola rueda. Los equipos ubicados en el primer y segundo puesto de cada zona avanzarán a Semifinales. El equipo que finalice en el primer puesto se consagrará campeón y se quedará con la segunda plaza al Torneo Provincial.
Tabla de posiciones
| Pos. | Equipo                         | Pts. | PJ | PG | PE | PP | GF | GC | Dif. |
| ---- | ------------------------------ | ---- | -- | -- | -- | -- | -- | -- | ---- |
| 1.º  | Estrella del Sud               | 19   | 9  | 6  | 1  | 2  | 21 | 12 | 9    |
| 2.º  | San Ramón (Los Zazos)          | 15   | 9  | 4  | 3  | 2  | 13 | 11 | 2    |
| 3.º  | Unión Calchaquí                | 14   | 9  | 4  | 2  | 3  | 14 | 10 | 4    |
| 4.º  | Deportivo Amaicha              | 13   | 8  | 4  | 1  | 3  | 15 | 13 | 2    |
| 5.º  | Sportivo Chacarita             | 12   | 9  | 3  | 3  | 3  | 13 | 12 | 1    |
| 6.º  | Santo Domingo (Lampacito)      | 11   | 9  | 3  | 2  | 4  | 10 | 13 | −3   |
| 7.º  | Santa Rosa                     | 9    | 8  | 3  | 0  | 5  | 7  | 11 | −4   |
| 8.º  | San Isidro (Loro Huasi)        | 8    | 7  | 2  | 2  | 3  | 6  | 7  | −1   |
| 9.º  | Deportivo Cultural (El Puesto) | 8    | 8  | 2  | 2  | 4  | 7  | 11 | −4   |
| 10.º | Atlético San José              | 8    | 8  | 2  | 2  | 4  | 12 | 18 | −6   |

|  | Campeón. Clasificó al Torneo Provincial 2025. |

## Torneo Clausura 2024 "Copa Municipalidad de Los Altos"
Los 10 equipos participantes se dividirán en dos zonas de cinco equipos cada una, en dónde jugarán por el sistema de todos contra todos, a una sola rueda, en dónde los equipos que finalicen en la primera y segunda posición clasificarán a Semifinales. Los equipos que avancen a la final serán los clasificados al Torneo Provincial 2025.

### Zona A
| Pos. | Equipo                    | Pts. | PJ | PG | PE | PP | GF | GC | Dif. |
| ---- | ------------------------- | ---- | -- | -- | -- | -- | -- | -- | ---- |
| 1.º  | Defensores de Quimilpa    | 0    | 0  | 0  | 0  | 0  | 0  | 0  | 0    |
| 2.º  | Independiente (Los Altos) | 0    | 0  | 0  | 0  | 0  | 0  | 0  | 0    |
| 3.º  | Deportivo Alijilán        | 0    | 0  | 0  | 0  | 0  | 0  | 0  | 0    |
| 4.º  | Deportivo Manantiales     | 0    | 0  | 0  | 0  | 0  | 0  | 0  | 0    |
| 5.º  | Deportivo Monte Redondo   | 0    | 0  | 0  | 0  | 0  | 0  | 0  | 0    |

|  | Clasificados a Semifinales. |

### Zona B
| Pos. | Equipo                    | Pts. | PJ | PG | PE | PP | GF | GC | Dif. |
| ---- | ------------------------- | ---- | -- | -- | -- | -- | -- | -- | ---- |
| 1.º  | Unión San Pedro           | 0    | 0  | 0  | 0  | 0  | 0  | 0  | 0    |
| 2.º  | Independiente (El Alto)   | 0    | 0  | 0  | 0  | 0  | 0  | 0  | 0    |
| 3.º  | Deportivo General Lavalle | 0    | 0  | 0  | 0  | 0  | 0  | 0  | 0    |
| 4.º  | Social Bañado de Ovanta   | 0    | 0  | 0  | 0  | 0  | 0  | 0  | 0    |
| 5.º  | Tapso FC                  | 0    | 0  | 0  | 0  | 0  | 0  | 0  | 0    |

|  | Clasificados a Semifinales. |

### Fase final
Lo disputarán los cuatro equipos mejor ubicados, en dónde el campeón y subcampeón obtendrán la clasificación al Torneo Provincial 2025.
Cuadro de desarrollo
|  | Semifinales               | Semifinales     | Semifinales     |  |  | Final           | Final           | Final           |  |
|  | 14 de diciembre           | 14 de diciembre | 14 de diciembre |  |  | 21 de diciembre | 21 de diciembre | 21 de diciembre |  |
|  |                           |                 |                 |  |  |                 |                 |                 |  |
|  |                           |                 |                 |  |  |                 |                 |                 |  |
|  | Defensores de Quimilpa    |                 |                 |  |  |                 |                 |                 |  |
|  |                           |                 |                 |  |  |                 |                 |                 |  |
|  | Tapso FC                  |                 |                 |  |  |                 |                 |                 |  |
|  |                           | Tapso FC        |                 |  |  |                 |                 |                 |  |
|  |                           |                 |                 |  |  |                 |                 |                 |  |
|  |                           |                 | Unión San Pedro |  |  |                 |                 |                 |  |
|  | Unión San Pedro           |                 |                 |  |  |                 |                 |                 |  |
|  |                           |                 |                 |  |  |                 |                 |                 |  |
|  | Deportivo General Lavalle |                 |                 |  |  |                 |                 |                 |  |
|  |                           |                 |                 |  |  |                 |                 |                 |  |
|  |                           |                 |                 |  |  |                 |                 |                 |  |

Nota: En caso de igualar en los 90 minutos clasificará el equipo mejor posicionado en la tabla de posiciones.
|  |

## Campeonato 2024 Juan "Okey" Paredes
Los 12 equipos participantes se dividirán en dos zonas de seis equipos, en dónde jugarán por el sistema de todos contra todos, a una sola rueda, Los dos mejores equipos ubicados de cada zona clasificarán a Semifinales.

### Zona A
Tabla de posiciones
| Pos. | Equipo                       | Pts. | PJ | PG | PE | PP | GF | GC | Dif. |
| ---- | ---------------------------- | ---- | -- | -- | -- | -- | -- | -- | ---- |
| 1.º  | Deportivo La Paz             | 16   | 6  | 5  | 1  | 0  | 11 | 5  | 6    |
| 2.º  | San Vicente (Salado)         | 10   | 6  | 3  | 1  | 2  | 14 | 9  | 5    |
| 3.º  | Deportivo Santa Rosa         | 8    | 6  | 2  | 2  | 2  | 14 | 14 | 0    |
| 4.º  | San Miguel (Villa San Roque) | 8    | 6  | 2  | 2  | 2  | 9  | 11 | −2   |
| 5.º  | 14 de Agosto                 | 7    | 6  | 2  | 1  | 3  | 11 | 12 | −1   |
| 6.º  | Esquiú (Anillaco)            | 6    | 6  | 1  | 3  | 2  | 12 | 18 | −6   |

|  | Clasificados a Semifinales. |

### Zona B
Tabla de posiciones
| Pos. | Equipo                  | Pts. | PJ | PG | PE | PP | GF | GC | Dif. |
| ---- | ----------------------- | ---- | -- | -- | -- | -- | -- | -- | ---- |
| 1.º  | Tinogasta Central       | 12   | 6  | 4  | 0  | 2  | 18 | 8  | 10   |
| 2.º  | Progreso                | 11   | 6  | 3  | 2  | 1  | 7  | 5  | 2    |
| 3.º  | Sarmiento (San José)    | 10   | 6  | 3  | 1  | 2  | 6  | 6  | 0    |
| 4.º  | Calchaquí (Salado)      | 6    | 6  | 1  | 3  | 2  | 4  | 7  | −3   |
| 5.º  | Estudiantes (El Puesto) | 3    | 6  | 0  | 3  | 3  | 4  | 10 | −6   |
| 6.º  | Racing (Tinogasta)      | 1    | 6  | 0  | 1  | 5  | 4  | 11 | −7   |

|  | Clasificados a Semifinales. |

### Fase final
Lo disputarán los equipos ubicados en el 1.º y 2.º puesto de cada zona, en dónde los finalistas del campeonato obtendrán la clasificación al Torneo Provincial 2025.
|  | Semifinales       | Semifinales       | Semifinales       |                   |                  | Final            | Final | Final |  |
|  |                   |                   |                   |                   |                  |                  |       |       |  |
|  |                   |                   |                   |                   |                  |                  |       |       |  |
|  | Deportivo La Paz  | Deportivo La Paz  | 2                 |                   |                  |                  |       |       |  |
|  | Deportivo La Paz  | Deportivo La Paz  | 2                 |                   |                  |                  |       |       |  |
|  | Progreso          | Progreso          | 1                 |                   |                  |                  |       |       |  |
|  | Progreso          | Progreso          | 1                 |                   | Deportivo La Paz | Deportivo La Paz | 0     |       |  |
|  |                   |                   |                   |                   | Deportivo La Paz | Deportivo La Paz | 0     |       |  |
|  |                   |                   | Tinogasta Central | Tinogasta Central | 1                |                  |       |       |  |
|  | Tinogasta Central | Tinogasta Central | Tinogasta Central | Tinogasta Central | 1                | 0 (5)            |       |       |  |
|  | Tinogasta Central | Tinogasta Central |                   |                   |                  | 0 (5)            |       |       |  |
|  | San Vicente       | San Vicente       | 0 (4)             |                   |                  |                  |       |       |  |
|  | San Vicente       | San Vicente       | 0 (4)             |                   |                  |                  |       |       |  |
|  |                   |                   |                   |                   |                  |                  |       |       |  |

## Clasificados
|                         |                         |                          |                         |
| Unión Calchaquí         | Mamerto Esquiú (Saujil) | General Lavalle (Colpes) | Tinogasta Central       |
|                         |                         |                          |                         |
| Clasificado: 26/09/2024 | Clasificado: 02/11/2024 | Clasificado: 06/11/2024  | Clasificado: 23/11/2024 |

|                         |                         |                         |                           |
| Deportivo La Paz        | Racing 250              | Unión La Costa          | San Lorenzo de Huachaschi |
|                         |                         |                         |                           |
| Clasificado: 23/11/2024 | Clasificado: 06/12/2024 | Clasificado: 06/12/2024 | Clasificado: 14/12/2024   |

|                         |                         |                         |                         |
| Vélez Sarsfield         | Tapso FC                | Unión San Pedro         | Esperanza Recreína      |
|                         |                         |                         |                         |
| Clasificado: 14/12/2024 | Clasificado: 14/12/2024 | Clasificado: 14/12/2024 | Clasificado: 15/12/2024 |

|                         |                         |                         |                         |
| Pedro Cano              | Estrella del Sud        | Talleres                | ?                       |
|                         |                         |                         |                         |
| Clasificado: 15/12/2024 | Clasificado: 29/12/2024 | Clasificado: 31/12/2024 | Clasificado: 18/01/2025 |